# Циклоалкан
Циклоалканите (също нафтени, циклани или циклопарафини) са моноциклични наситени въглеводороди. С други думи, циклоалканът е съставен само от водородни и въглеродни атоми, подредени в структура, съдържаща един пръстен (който може да има странични вериги), като всичките C-C връзки са единични. Циклоалканите се наименуват аналогично на своите нормални алканови двойници.
По принцип циклоалканите без странични вериги се класифицират като малки (циклопропан, циклобутан), обикновени (циклопентан, циклохексан, циклохептан), средни (от циклооктан до циклотридекан) и големи (всички останали). Всеки от тях представлява изомер на своя алканов двойник – например, циклопропанът има същата химична формула като пропена (C3H6).
Общият вид на химичните формули на циклоалканите е CnH2(n+1−r), където n е броят въглеродни атоми, а r е броят на пръстените. Когато броят пръстени не е от значение, може да се използва по-простия вид CnH2(n).

## Свойства
Циклоалканите са сходни с алканите по общи физически свойства, но имат по-високите точки на кипене, на топене и по-висока плътност от тях. Това се дължи на по-големите дисперсионни сили, тъй като пръстеновидната форма води до по-голяма контактна площ. Съдържайки само C-C и C-H връзки, слабата реактивност на циклоалканите е сравнима с тази на нецикличните алкани. Циклоалканите на практика не се разтварят във вода. С увеличаване на броя на въглеродните атоми, се увеличава и моларната маса, от което следователно се увеличава и температурата на топене.
По химически свойства, малките и обикновените циклоалкани не се различават съществено. Циклопропанът и циклобутанът са склонни към реакции на присъединяване, тоест в това отношение са сходни алкените. Циклопентанът и циклохексанът са по-близки с алканите, тъй като участват в реакции на заместване.
- Циклопропанът и циклобутанът са способни да присъединяват бром:

C3H6 + Br2 → BrCH2—CH2—CH2Br
- Циклопропанът, циклобутанът и циклопентанът могат да присъединяват водород, като при това се образуват съответстващите им нормални алкани. Присъединяването настъпва при нагряване в присъствието на никелов катализатор:

C4H8 + H2 → CH3—CH2—CH2—CH3
| Алкан       | Формула | Точка на кипене [°C] | Точка на топене [°C] | Плътност в течно състояние [g·cm−3] (при 20 °C) |
| Циклопропан | C3H6    | −33                  | −128                 |                                                 |
| Циклобутан  | C4H8    | 12,5                 | −91                  | 0,720                                           |
| Циклопентан | C5H10   | 49,2                 | −93,9                | 0,751                                           |
| Циклохексан | C6H12   | 80,7                 | 6,5                  | 0,778                                           |
| Циклохептан | C7H14   | 118,4                | −12                  | 0,811                                           |
| Циклооктан  | C8H16   | 149                  | 14,6                 | 0,834                                           |
| Циклононан  | C9H18   | 69                   | 10 – 11              | 0,8534                                          |
| Циклодекан  | C10H20  | 201                  | 9 – 10               | 0,871                                           |